# يوم منعج
يوم منعج ويسمى أيضًا يوم الردهة وقد كان بين قبيلة غنى وعبس.

## مقدمات
قدم شأس بن زهير بن جذيمة بن رواحة العبسي من عند النعمان بن المنذر و قد أجزل له بالهدايا و العطايا، منها قطيفة حمراء ذات هدب و عطر فوقف خلال سفره في منعج، وهي موضع ماء لقبيلة غنى، وبدأ بالاستحمام، لكن رياح بن الأشل الغنوي زجره، رافضًا السماح له بالاغتسال عاريًا أمام منازل قبيلة غنى، فلم يرتدع شأس عن النهي فانتزع رياح بن الأشل سهمًا فقتله وأخذ متاعه، و نحر ناقته، و أكلها، و غيب أثره. ظلّت أسرة شأس بن زهير تبحث عنه حتى وجدوا القطيفة الحمراء في سوق عكاظ مع امرأة رياح، وهي تبيعها، فعلموا أن رياح بن الأشل صاحب ثأرهم، قامت بعهدها بنو عبس بغزو قبيلة غنى مع الحصين بن زهير ابن جذيمة و الحصين بن أسيد بن جذيمة.  

## نبذة
لما بلغ قبيلة غنى قالوا لرياح الغنوي: انج بنفسك، لعلنا نصالح القوم على شيء، فخرج رياح مع أحد رجال بني كلاب على عكس اتجاه مسير بني عبس - كما ظنوا- فلم ينتبها إلا وخيل بني عبس أمامهما فقال الرجل من بني كلاب لرياح: انجوا بنفسك، و ألتمس نفقًا في الأرض، فإني شاغل القوم عنك، فانحدر رياح عن عجز الجمل حتى أتى صعدة فاحتفر تحتها مثل مكان الأرنب ودخل به، فلما وصلت بني عبس سألوا الرجل عن رياح فقال: هذه غني جامعة وقد استمكنتم منهم، فصدقوه وخلو سبيله. فلما ولى القوم رأوا أثار مركب لشخص خلف الرجل الكلابي، فقالوا من كان خلفك؟ فرد عليهم: لا أكذب رياح الغنوي وهو في تلك الصعدات.
فقال الحصينان لمن معهما: لقد امكننا الله من ثأرنا، ولا نريد أن يشاركنا فيه أحد. فوقفوا عنهما، ومضيا فجعلا يريغان رياح بن الأسل بالصّعدات، فقال لهما رياح: هذا غزالكما الذي تريغانه. فابتدراه، فرمى أحدهما بسهم فأصابه، وطعنه الآخر قبل أن يرميه فأخطأه، ومرت به الفرس، فاستدار رياح ورماه بسهم فقتله، ثم نجا حتى أتى قومه، وانصرفوا خائبين موتورين.
وفي ذلك يقول الكميت بن زيد الأسدي، وكان له أمّان من غنيّ 

## يوم منعج آخر
ذكرت موسوعة المملكة العربية السعودية الصادرة من مكتبة الملك عبدالعزيز العامة أن يوم منعج هو أحد أيام عامر و غطفان وأن أحداث هذا اليوم في منعج هو اسم وادٍ يقع في بطن فلج وقيل إنه وادٍ بين أضاخ و إمرة.